# Бабник (фильм, 2009)
«Бабник» (англ. Spread) — американский кинофильм 2009 года, драма режиссёра Дэвида Маккензи по сценарию, написанному Джейсоном Дином Холлом и Полом Колсби, с Эштоном Кутчером в главной роли.

## Сюжет
Никки (Эштон Кутчер) — альфонс из Лос-Анджелеса, использующий собственную внешность для того, чтобы с помощью своих новых подруг существовать той жизнью, которая доступна только самым обеспеченным слоям. Он ищет симпатичных и богатых девушек, чтобы спать с ними и жить у них за их счёт.
Последнее завоевание Никки — Саманта (Энн Хеч), адвокат средних лет, которая дает ему больше, чем он когда-либо имел прежде.
Но он встречает великолепную официантку своего возраста по имени Хизер (Маргарита Левиева). Она навещает Никки в доме Саманты в то время, когда та вне города, видит всё это и… приходит к ошибочному заключению, что это — его. Без ведома Никки Хизер начинает заниматься тем же чем и он (далее — и в паре с ним).
Когда Саманта возвращается домой, то обнаруживает неверность Никки. После этого ему не остается ничего, кроме как уйти от неё. Основной проблемой становится найти жильё и пропитание — он живёт то у знакомой девушки, то у друга, но его быстро отовсюду выгоняют.
Однажды его подбирает Хизер (которая стала успешной профессиональной обольстительницей) и они начинают жить вместе. Хизер продолжает зарабатывать на их жизнь, крутя романы с обеспеченными мужчинами, но постепенно влюбляется в него.
Но привычка Никки ухаживать за первой встречной девушкой приводит к тому, что Хизер уходит от него.
Никки понимает, что тоже влюбился, и летит за ней в Нью-Йорк. По совету соседки он «решает взять на себя обязательства» — предлагает ей выйти за него замуж. Но она оказывается уже в браке с одним из ухажёров — миллиардером.
Фильм кончается тем, что Никки возвращается в Лос-Анджелес, начинает работать курьером, живя у друга.

## В ролях
- Эштон Кутчер — Никки
- Энн Хеч — Саманта
- Маргарита Левиева — Хизер
- Себастиан Стэн — Гарри
- Рейчел Бланчард — Эмили
- Соня Роквэлл — Кристина
- Эрик Бальфур — Шон
- Сара Бакстон — Хелен
- Мария Кончита Алонсо — Ингрид

## Отзывы
Мнения критиков по этому фильму разделились. В основном критика приняла фильм отрицательно. Так, на собирающем отзывы кинокритиков сайте Rotten Tomatoes доля одобрительных рецензий о фильме составила 13 %.
Так что это кино просто злободневно вещает о кризисах. Кризисе постиндустриальной экономики (обмен услугами состоялся, а счастье-то где?), кризисе финансовом, кризисе на рынке труда — короче, история о том, как хороший специалист вылетает с работы.

Актуально. Но от фильма с жизнерадостным обормотом на постере, честно говоря, ждешь света в конце тоннеля — ну хотя бы свадьбы, например. «Бабник» же печален настолько, насколько и главный герой: в первой половине картины Кутчер киснет, во второй — полностью перевоплощается в лимон, в финале — депрессивно кормит ручную жабу белыми мышами. Это, надо полагать, метафора судьбы невинности в наше нелегкое время.
 — пишет Кирилл Алехин в журнале TimeOut.
Однако встречались и положительные рецензии.
При сравнении «Бабника» с такой классикой жанра, как «Американский жиголо», часто сетуют, что не хватает у Эштона Кутчера харизмы супротив Ричарда Гира, однако это не совсем так. Эштону Кутчеру удается сохранить равновесие, не сваливаясь ни в самодовольные понты, ни в слащавую сентиментальность, и выбрать правильную, уравновешенную интонацию для своих закадровых советов бывалого охотника. Не знающая ни заботы, ни труда птичка божия, согласная переспать со старушкой за сэндвич и ночлег, выглядит в «Бабнике» гораздо симпатичнее, чем корчащая из себя супермена расчетливая проститутка, которую играет в «Американском жиголо» напыщенный Ричард Гир.
 — пишет Лидия Маслова в газете Коммерсантъ